# پیتر استران
پیتر استران (انگلیسی: Peter Straughan؛ زادهٔ ۱۹۶۸ میلادی) نمایشنامه‌نویس اهل بریتانیا است.
از فیلم‌ها یا مجموعه‌های تلویزیونی که وی در آن‌ها نقش داشته‌است، می‌توان به پلی‌هاوس تقدیم می‌کند، شصت و شش، سهره طلایی، آدم‌برفی، بحران برند ماست، بندزن خیاط سرباز جاسوس، بدهی، مردانی که به بزها خیره می‌شوند، ۱۰۱ جنایت و فرانک اشاره نمود.